# Ritratto: I singoli Vol. 2
Ritratto: I singoli Vol. 2 è una raccolta in 3 CD della cantante italiana Mina, pubblicata e distribuita nel 2010 dalla Carosello Records, NON inclusa nella discografia ufficiale.

## Il disco
Seguito di Ritratto: I singoli Vol. 1, conclude la raccolta digitalizzata dei singoli ufficiali originali, pubblicati dalla cantante tra il 1958 e il 1965, in ordine cronologico e di lato A/B.
Sono compresi anche i 45 giri con i brani cantati in inglese dall'artista sotto lo pseudonimo Baby Gate.
Nella ristampa del 2011 (Carosello 8034125841899), con la copertina nera intitolata MINA - 3 CD SPECIAL EDITION - VOLUME 2, i CD sono stati inseriti in un cofanetto contenente 3 Jewel case separate.
Nella successiva ristampa del 2015 (Carosello 8034125846115), la confezione diventa una busta in cartone che riprende il titolo originale Ritratto: I singoli Vol. 2 e cambia il colore della copertina.

## I brani
- You Are My Destiny

Cover della celebre canzone di Paul Anka eseguita con gli Happy Boys, che ne curano l'arrangiamento.

Originariamente pubblicata nel 1960 come flexi-disc allegato alla rivista Il Musichiere N° 87 del 27 agosto (The Red Record N. 20076).

Atrimenti reperibile rimasterizzata solo nella raccolta Mina Gold del 1998.
- Goodbye Is a Lonesome Sound

Cover di un brano pubblicato negli Stati Uniti nell'aprile del 1963 dall'attrice Carol Lawrence come lato B del singolo Little Bird (Ava Records C-124).

Mai pubblicata dall'artista, compare la prima volta nella raccolta Mina canta in inglese del 1995.
- Talk About Me

Cover della versione originale incisa dai The Raindrops (Ellie Greenwich, Jeff Barry, Beverly Warren) nel 1958, apparsa (inedita secondo le note sul CD) sulla raccolta The complete Raindrops del 1995.

La versione di Mina è reperibile nelle raccolte: Mina Export Vol. 2 (1986), Mina canta in inglese (1995) e Internazionale (1998).

## Tracce

### CD 1
Carosello Records 8034125840410 - 30057

1. Confidenziale – 2:46 (testo: Vito Pallavicini – musica: Pino Massara; edizioni musicali Ariston) – nov 1960[6]
2. S'è fatto tardi – 2:32 (testo: Gianni Meccia – musica: Italo Greco,[7] Gianni Meccia; edizioni musicali S. Cecilia) – nov 1960
3. 'Na sera 'e maggio – 3:15 (testo: Gigi Pisano – musica: Giuseppe Cioffi; edizioni musicali La Canzonetta) – nov 1960
4. Celeste – 4:00 (testo: Salvatore Palomba – musica: Eduardo Alfieri; edizioni musicali Gennarelli Bideri-Scia) – nov 1960
5. 'O ffuoco – 2:13 (testo: Salvatore Palomba – musica: Ettore Lombardi; edizioni musicali Titanus) – nov 1960
6. Nuie – 2:22 (testo: Salvatore Palomba – musica: Rodolfo Mattozzi; edizioni musicali Ariston) – nov 1960
7. Due note – 3:31 (testo: Antonio Amurri, Bruno Canfora, Raffaele Sposito "Faele" – musica: Bruno Canfora; edizioni musicali Ariston) – nov 1960
8. Non voglio cioccolata (Percolator) – 1:50 (testo: Mario Panzeri – musica: Jack Morrow; edizioni musicali Peter Maurice) – nov 1960
9. Io amo tu ami – 3:25 (testo: Enzo Bonagura – musica: Gino Redi; edizioni musicali Radiofilmusica) – gen 1961
10. Come sinfonia – 2:37 (Pino Donaggio; edizioni musicali Accordo) – gen 1961
11. Le mille bolle blu – 3:54 (testo: Vito Pallavicini – musica: Carlo Alberto Rossi; edizioni musicali Carlo Alberto Rossi/Ariston) – gen 1961
12. Che freddo – 2:52 (testo: Carlo Rossi – musica: Edoardo Vianello; edizioni musicali Leonardi) – gen 1961
13. La fine del mondo – 2:45 (testo: Fiorenzo Fiorentini – musica: Enrico Polito; edizioni musicali Curci) – 1 mag 1961
14. Bum ahi! (che colpo di luna) – 2:52 (testo: Leo Chiosso – musica: Lelio Luttazzi; edizioni musicali Suvini-Zerboni) – 1961
15. Prendi una matita – 2:22 (testo: Mogol – musica: Pino Massara; edizioni musicali Ariston) – mag 1961[8]
16. Soltanto ieri – 3:24 (testo: Leo Chiosso – musica: Lelio Luttazzi; edizioni musicali Suvini-Zerboni) – mag 1961
17. Sciummo – 2:44 (testo: Lucillo – musica: Carlo Concina; edizioni musicali Leonardi) – 14 set 1961
18. Tu sei mio – 2:11 (testo: Leo Chiosso – musica: Umberto Prous; edizioni musicali Orchestralmusic) – 14 set 1961
19. Cubetti di ghiaccio – 2:39 (testo: Leo Chiosso – musica: Gigi Cichellero; edizioni musicali Tiber) – set 1961
20. Anata to watashi (Tu ed io) – 3:58 (testo: autore sconosciuto – musica: Bruno Canfora; edizioni musicali Curci) – set 1961

### CD 2
Carosello Records 8034125840410 - 30058
1. Moliendo café – 2:58 (testo: Hugo Blanco – musica: José Manzo Perroni, Hugo Blanco; edizioni musicali Curci) – 29 set 1961
2. Chi sarà (¿Quién será?) – 2:12 (testo: Enzo Luigi Poletto – musica: Pablo Beltrán Ruiz; edizioni musicali Southern Music) – 29 set 1961
3. Sabato notte – 2:40 (testo: Dino Verde – musica: Bruno Canfora; edizioni musicali Curci) – 9 nov 1961
4. Quando c'incontriamo – 3:05 (testo: Gian Carlo Testoni – musica: Vittorio Buffoli; edizioni musicali Peer) – 9 nov 1961
5. Summertime – 3:58 (testo: DuBose Heyward, Ira Gershwin – musica: George Gershwin; edizioni musicali Warner Chappell) – 24 nov 1961
6. Giochi d'ombre – 2:45 (testo: Vittorio Caprioli – musica: Fiorenzo Carpi; edizioni musicali C.A.M.) – 14 dic 1961
7. Un tale – 3:26 (testo: Tritono [9] – musica: Bruno Canfora; edizioni musicali Curci) – 14 dic 1961
8. Champagne Twist – 2:29 (testo: Dino Verde – musica: Bruno Canfora; edizioni musicali Curci) – 5 feb 1962
9. Il palloncino – 2:08 (testo: Roxy Bob – musica: Umberto Prous; edizioni musicali Orchestralmusic) – 5 feb 1962
10. Le tue mani – 3:40 (testo: Montano[10] – musica: Pino Spotti; edizioni musicali Ariston) – 5 feb 1962
11. Il tempo – 2:37 (testo: Alberto Testa – musica: Tony De Vita; edizioni musicali Curci) – 5 feb 1962
12. Renato (Renata) – 2:09 (testo: Alberto Testa, Renato De Carli – musica: Alberto Cortez; edizioni musicali Orchestralmusic) – 12 apr 1962[11]
13. Eclisse twist – 2:50 (testo: Ammonio – musica: Giovanni Fusco; edizioni musicali C.A.M. / Ducale) – 12 apr 1962
14. Vola vola da me – 2:16 (testo: Alberto Testa – musica: Vittorio Buffoli; edizioni musicali Orchestralmusic) – 16 apr 1962
15. Chihuahua – 2:10 (testo: Giorgio Calabrese – musica: Antonia Bertocchi, Mansueto De Ponti; edizioni musicali Ariston) – 16 apr 1962
16. Improvvisamente – 2:59 (testo: Antonio Amurri – musica: Gianni Ferrio; edizioni musicali Curci) – 27 set 1962
17. Il soldato Giò – 2:04 (testo: Ornella Ferrari "Biri" – musica: Enzo Di Paola, Sandro Taccani; edizioni musicali C.A.M.) – 27 set 1962
18. Stringimi forte i polsi – 2:34 (testo: Leo Chiosso, Dario Fo – musica: Fiorenzo Carpi; edizioni musicali Ritmi e canzoni) – 13 ott 1962
19. Da chi (Y de ahí) – 1:54 (testo: Giorgio Calabrese – musica: Miguel Gustavo; edizioni musicali Curci) – 13 ott 1962
20. Just Let Me Cry – 2:21 (testo: Mark Barkan – musica: Ben Raleigh; edizioni musicali Helios, BMI) – 14 feb 1963[12]
21. Pretend That I'm Her – 2:51 (Norman Blagman, Sam Bobrick; edizioni musicali Conquest, ASCAP) – 14 feb 1963

### CD 3
Carosello Records 8034125840410 - 30059
1. Il disco rotto – 3:00 (testo: Renato Rascel – musica: Ennio Morricone; edizioni musicali Mascheroni) – 25 ott 1962[13]
2. Si, lo so (Heißer Sand) – 3:03 (testo: Mogol, Alberto Testa – musica: Werner Scharfenberger; edizioni musicali Ducale / Orchestralmusic) – 25 ott 1962
3. Qué no, qué no! – 1:48 (testo: Tullio Romano – musica: Pietro 'Pierino' Codevilla; edizioni musicali Ducale) – 31 mar 1963[14]
4. Dindi – 2:54 (testo: Giorgio Calabrese 'Screwball' – musica: Antônio Carlos Jobim, Aloysio De Oliveira; edizioni musicali S. Cecilia) – 31 mar 1963
5. Stessa spiaggia, stesso mare – 2:13 (testo: Mogol – musica: Piero Soffici; edizioni musicali Peer) – 16 mag 1963
6. Ollallà, Gigì – 2:17 (testo: Vito Pallavicini – musica: Vittorio Buffoli; edizioni musicali Orchestralmusic) – 16 mag 1963
7. La ragazza dell'ombrellone accanto – 2:20 (testo: Vito Pallavicini – musica: Vittorio Buffoli; edizioni musicali Codevilla) – 5 set 1963
8. Mi guardano – 2:47 (testo: Roxy Bob – musica: Umberto Prous; edizioni musicali Orchestralmusic) – 5 set 1963
9. Vulcano – 2:28 (testo: Mogol, Miki Del Prete – musica: Pino Massara; edizioni musicali M.E.C. / Ariston) – 21 ott 1963
10. Stranger Boy – 2:55 (testo: Leo Chiosso – musica: Umberto Prous; edizioni musicali Orchestralmusic) – 21 ott 1963
11. Rapsodie (Rhapsodie) – 2:21 (testo: Alberto Testa – musica: Werner Scharfenberger; edizioni musicali Orchestralmusic) – 15 giu 1964
12. Amore di tabacco – 1:58 (testo: Vito Pallavicini – musica: Vittorio Buffoli; edizioni musicali Orchestralmusic / Asso) – 15 giu 1964
13. Young at Love (Non so resisterti) – 2:14 (testo: Billy Mure – musica: Corrado Lojacono; edizioni musicali Ariston / Ducale) – 11 mar 1965
14. Slowly – 2:03 (Otis Blackwell; edizioni musicali RCA / Ducale) – 11 mar 1965

bonus track
1. You Are My Destiny – 2:58 (Paul Anka; edizioni musicali Neapolis) – 1960
2. Goodbye Is a Lonesome Sound – 2:23 (testo: Alan e Marilyn Bergman – musica: Paul Weston[15]; edizioni musicali MPL Comm. Italy) – 1959
3. Talk About Me – 2:16 (Ellie Greenwich, Ben Raleigh; edizioni musicali Peer) – 1959
4. Personalità (Personality) – 2:31 (testo: Giuseppe Perotti – musica: Lloyd Price, Harold Logan; edizioni musicali Mondia) – 1960
5. Rossetto sul colletto (Lipstick on Your Collar) – 1:33 (testo: Elvia Figliuolo – musica: George Goehring; edizioni musicali Francis Day) – 1960
6. Chopin cha cha – 2:14 (Jorge Calandrelli; edizioni musicali Orchestralmusic) – 1962
7. Chega de saudade – 2:48 (testo: Giorgio Calabrese – musica: Antônio Carlos Jobim; edizioni musicali Leonardi) – 1963
8. A volte (Pretend That I'm Her) – 2:23 (testo: Roxy Bob – musica: Norman Blagman, Sam Bobrick; edizioni musicali Orchestralmusic) – 12 feb 1964
9. Non piangerò (Just Let Me Cry) – 2:18 (testo: Roxy Bob – musica: Ben Raleigh; edizioni musicali Orchestralmusic) – 12 feb 1964